# Cissac-Médoc
Cissac-Médoc – miejscowość i gmina we Francji, w regionie Nowa Akwitania, w departamencie Żyronda.
Według danych na rok 1990 gminę zamieszkiwały 1472 osoby, a gęstość zaludnienia wynosiła 62 osób/km² (wśród 2290 gmin Akwitanii Cissac-Médoc plasuje się na 287. miejscu pod względem liczby ludności, natomiast pod względem powierzchni na miejscu 410.).